# Utah
För andra betydelser, se Utah (olika betydelser).
Utah är en delstat i USA belägen i västra delen av landet. Namnet har den fått efter ute-indianerna. Från början ville mormonerna skapa den betydligt större delstaten Deseret men fick avslag från regeringen. Istället bildades Utahterritoriet, som ursprungligen även bestod av nuvarande Nevada. Delstaten Utah upptogs som sådan 4 januari 1896 som unionens 45:e, sedan centralregeringen i Washington, D.C. och mormonkyrkan i Utah kommit överens om bland annat månggiftets avskaffande.  Huvudstad är Salt Lake City. 
Mer än 70% av invånarna är medlemmar i Jesu Kristi Kyrka av Sista Dagars Heliga. Den första större inflyttningen av nybyggare inträffade 1847 då de första mormonerna, anförda av Brigham Young, kom till Utah. Mormonerna uppmanade aktivt sina nya medlemmar runt om i världen att flytta till Utah. Bara under perioden 1847–1868 anslöt sig omkring 68 000 mormoner från olika håll i världen.

## Geografi

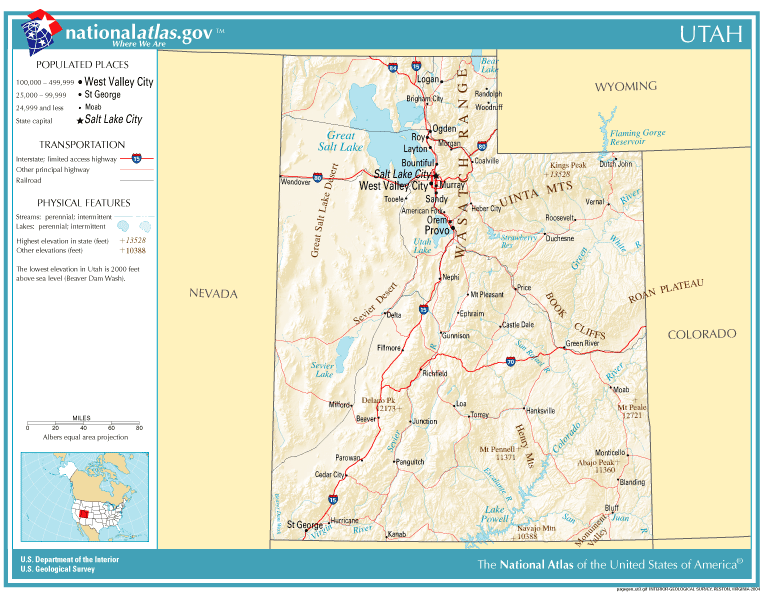
Karta över Utah som visar större städer och vägar.

Utah är en bergig delstat med tre distinkta geologiska regioner, Klippiga bergen centralt, Great Basin i väster och Coloradoplatån i sydost. Utah är känt för sin omväxlande natur och här finns naturtyper från torra öknar med sanddyner till dalar med frodiga tallskogar.
I mitten av norra delen av Utah löper bergskedjan Wasatch Range i nord-sydlig riktning. Den har berg som är upp till 3 650 meter över havet. Delar av Wasatch Range får över 10 meter snö varje år och här ligger skidorter som är kända över hela världen för sin lätta, fluffiga snö som betraktas som utmärkt för skidåkning. I delstatens nordöstra hörn löper Uinta Mountains i öst-västlig riktning. I Uinta Mountains ligger Kings Peak som med sina 4 123 m är Utahs högsta berg.
På västra sidan av Wasatch Range, från Brigham City i norr till staden Nephi i söder, ligger en serie av dalar och slätter kallade Wasatch Front där cirka 75 procent av befolkningen i Utah bor. Här ligger Utahs största städer, som exempelvis Ogden, Salt Lake City, Layton, West Valley City, Sandy, West Jordan, Orem och Provo.
Den västra delen av Utah utgörs av en torr öken med många mindre bergsryggar och ett kuperat och vilt landskap. Ett undantag är Bonneville Salt Flats som är förhållandevis slätt då den utgör gammal sjöbotten till den tidigare Lake Bonneville. De nuvarande sjöarna Stora Saltsjön, Utah Lake, Sevier Lake, Rush Lake och Little Salt Lake är alla rester av denna gamla sötvattensjö. Lake Bonneville täckte tidigare det mesta av den östra delen av Great Basin. Väster om Stora Saltsjön ända till gränsen till Nevada ligger den torra öknen Great Salt Lake Desert.
Den sydvästra delen av Utah är den lägst liggande och den varmaste delen av delstaten. Den är känd som Utahs Dixie efter att de första bebyggarna lyckats odla en mindre mängd bomull här. Beaverdam Wash längst ner i sydväxt är Utahs lägsta punkt, 610 meter över havet. Den nordligaste delen av Mojaveöknen ligger också här. Utahs Dixie upplever en befolkningsökning som snabbt håller på att bli populärt både som utflyktsmål och som bostadsort för äldre.

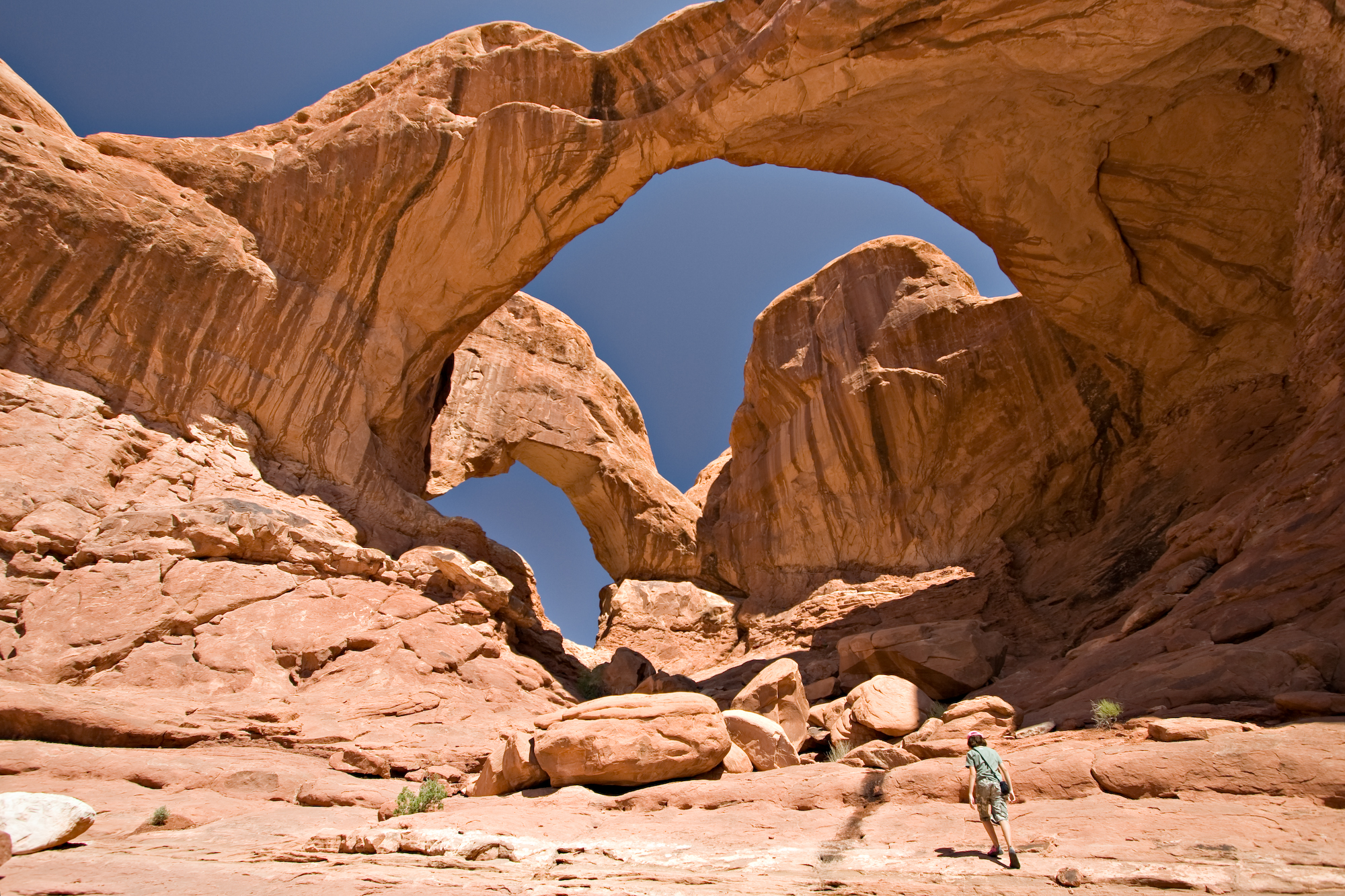
Double Arch, två närliggande sandstensbågar i Arches National Park, Utah

Berggrunden för större delen av den natursköna södra delen av Utah utgörs av sandsten. Coloradofloden och dess bifloder har skurit ut stenen och bildat ett av de vackraste[källa behövs] landskapen på jorden. Vind och regn har också hjälpt till att skulptera den mjuka sandstenen under miljoner år. Kanjonar, stenbågar, pelare, platåberg är exempel på formationer som man kan träffa på i Utahs södra och sydöstra delar. Denna landskapstyp är ett genomgående tema för de nationalparker och andra naturskyddsområden som inrättats här. Exempel på nationalparker är Arches National Park, Bryce Canyon National Park, Canyonlands National Park, Capitol Reef National Park och Zion National Park. Andra naturskyddsområden är Cedar Breaks National Monument, Grand Staircase-Escalante National Monument, Hovenweep National Monument och Natural Bridges National Monument, Glen Canyon National Recreation Area (med det populära turistmålet Lake Powell), Dead Horse Point State Park, Goblin Valley State Park och Monument Valley (populärt för fotografering och filmproduktion). Norra delarna av Navajoindianernas Navajo Nation sticker in i södra delen av Utah.
Östra Utah är en högt liggande del som till större delen består av platåer. Ekonomin domineras av gruvdrift, oljeborrning, naturgasborrning, boskapsskötsel och turism. Här ligger det 17 500 km² stora Uintah and Ouray Indian Reservation som är hem för den norra stammen av Ute-indianerna. Det mest populära utflyktsmålet i östra Utah är Dinosaur National Monument nära staden Vernal.

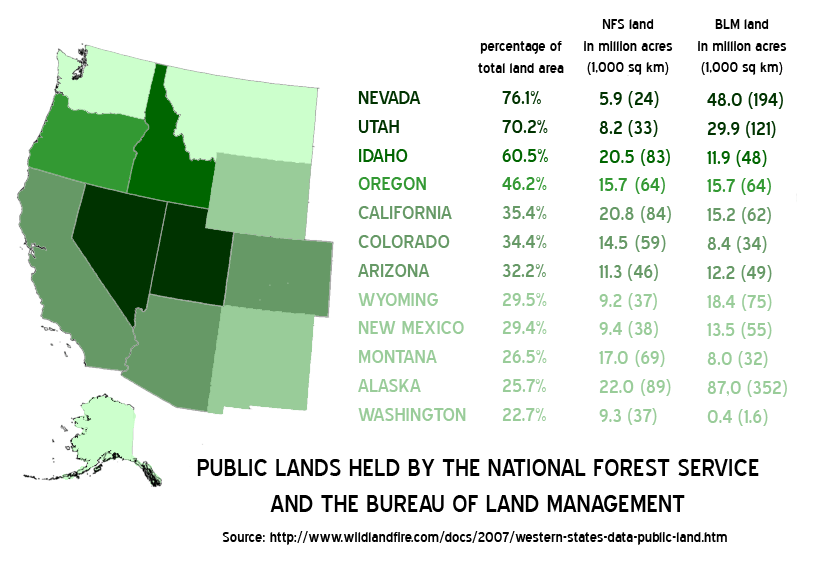
Över två tredjedelar av Utah förvaltas av United States Forest Service eller Bureau of Land Management.

Som för andra delstater i västra och sydvästra USA äger den amerikanska staten det mesta av landområdena i Utah. Över 70 procent är nationalparker och andra typer av statligt ägd mark.

## Större städer

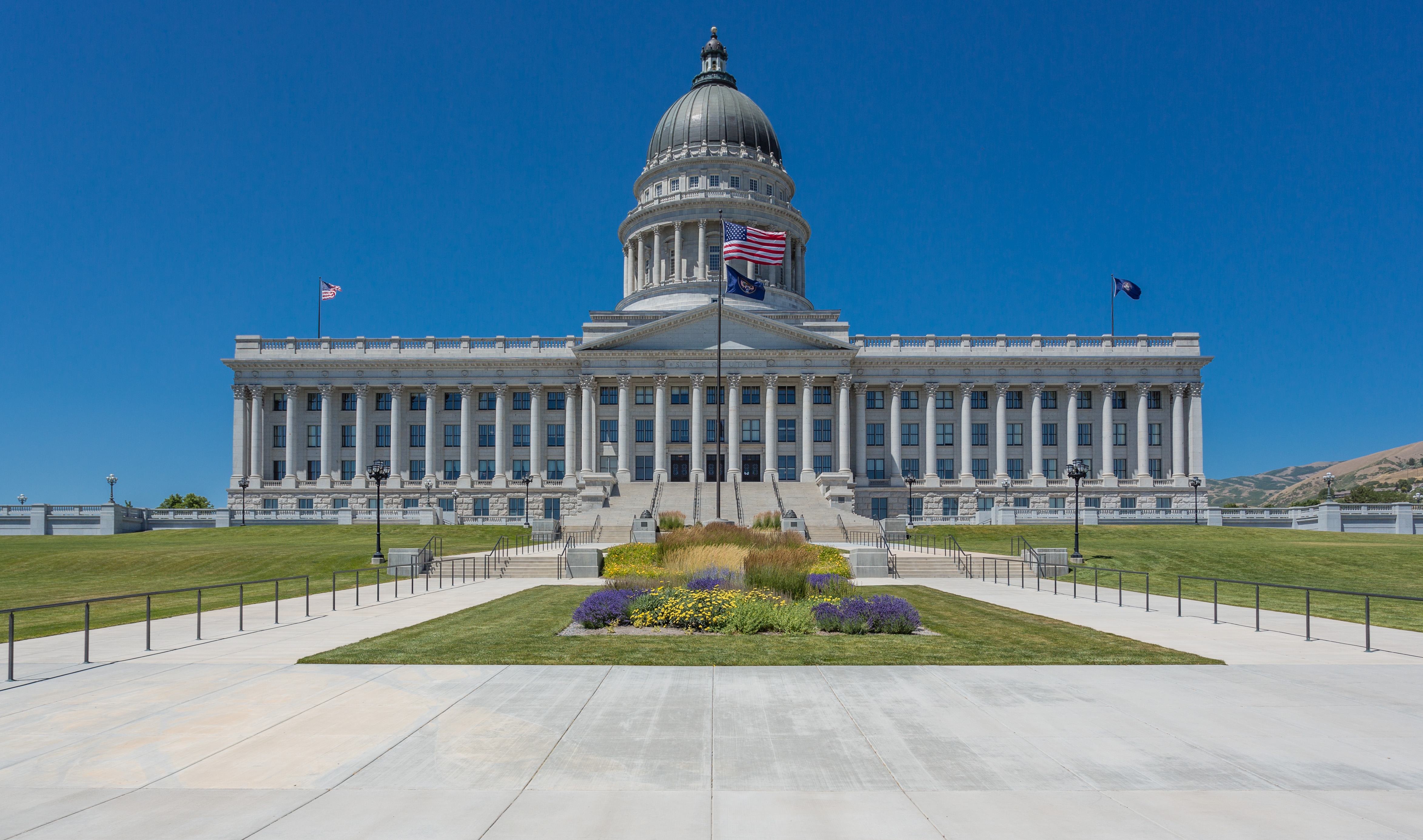
Utah State Capitol i Salt Lake City är säte för Utahs delstatslegislatur.

De tio största städerna i Utah (2007).
1. Salt Lake City - 180 651
2. West Valley City - 122 374
3. Provo - 117 592
4. West Jordan - 102 445
5. Sandy - 96 074
6. Orem - 93 078
7. Ogden - 82 702
8. St. George - 71 161
9. Layton - 64 311
10. Taylorsville - 58 620

## Turism
Utah är världskänt för sina slick rocks, släta, runda klipphällar som är perfekta att cykla på.

## Kända personer födda i Utah
- Roseanne Barr, skådespelare, komiker
- Jewel, sångare och låtskrivare
- Bert McCracken, sångare
- Donny Osmond, sångare
- Dan Wells, författare
- James Woods, skådespelare
- Tyson Apostol, cyklist och Survivor-vinnare

## Kända evenemang
- Olympiska vinterspelen 2002 i och kring Salt Lake City.
- Den årliga pridefestivalen i Salt Lake City.
- Sundance film festival i Park City.